# Грб Сарланда
Грб Сарланда је званични грб немачке покрајине Сарланд. 

## Опис грба
Грб Саарланд је грбовна композиција четири грба пореданих квартално на пољу штита. Четири грба су грбови историјских покрајина које су 
- Први квартал показује грб кнеза Насау-Сарбрушког, а представљен је сребрним пропетим лавом са златним круном, између девет сребрених крстића на плавом пољу;
- Други квартал показује грб архиепископа Трирског електората. То је црвени тродимензионално симетрични крст на сребреном пољу;
- Трећи квартал показује грб војводства Горње Лотарингије. Он показује три сребрне птице (алериона) на црвеној дијагонали, на златном пољу;
- Четврти квартал је грб кнеза Палатинатског електората, чији је део некада био и Сарланд. Грб ове историјске покрајине је златни пропети лав, наоружан црвеним на црном пољу.